# Борисово (Клинський район)
Борисово — село у складі міського поселення Клин Клинського району Московської області Російської Федерації.

## Розташування
Село Борисово входить до складу міського поселення Клин, воно розташовано на захід від міста Клин. Найближчі населені пункти Полуханово, Селинське. Найближча залізнична станція Клин.

## Населення
Станом на 2010 рік у селі проживало 177 людей

## Пам'ятки архітектури
У селі знаходиться пам'ятка історії місцевого значення — будинок в якому жила і працювала скульптор В. Г. Мухіна.